# Malijky (przystanek kolejowy)
Malijky (ukr. Малійки, ros. Малейки) – przystanek kolejowy w pobliżu miejscowości Malijky, w rejonie czernihowskim, w obwodzie czernihowskim, na Ukrainie. Leży na linii Semychody (Czarnobylska Elektrownia Jądrowa) - Czernihów.